# Oberaltenburg 3

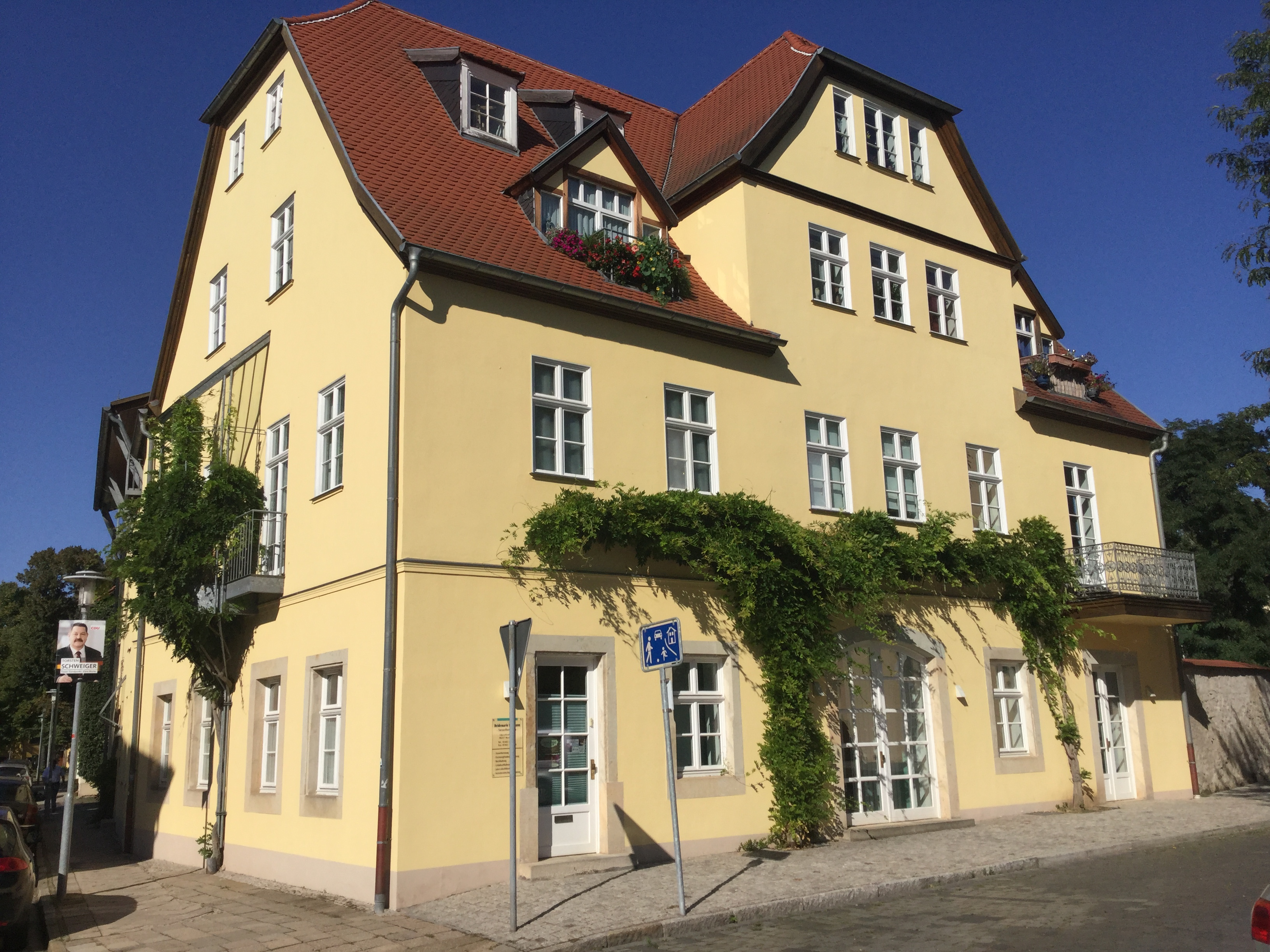
Haus Oberaltenburg 3

Das Gebäude Oberaltenburg 3 ist ein denkmalgeschütztes ehemaliges Freihaus in der Stadt Merseburg in Sachsen-Anhalt.

## Lage
Es befindet sich nördlich des Schlossgartens in Merseburg in  einer markanten Ecklage nördlich der Einmündung der Straße Mühlberg auf die Straße Oberaltenburg.

## Architektur und Geschichte
Erbaut wurde das zweigeschossige Haus im Jahr 1650 durch den herzoglichen Bauverwalter August Friedrich Gast. 1733 wurde der Landbaumeisters Johann Michael Hoppenhaupt, 1863 der Orgelbaumeister Friedrich Gerhardt Besitzer des Anwesens.
Im 19. Jahrhundert erfolgten Umbauten die das Erscheinungsbild der Fassade änderten. Auf der Hofseite befindet sich eine barocke Inschriftendraperie, die von Putten gehalten wird.
Im örtlichen Denkmalverzeichnis ist das Wohnhaus unter der Erfassungsnummer 094 20262 als Baudenkmal verzeichnet.